# Попробуй спеть вместе со мной
Попробуй спеть вместе со мной - песня советской рок-группы «Кино» написанная Виктором Цоем в 1986 году и вошедшая в альбом «Группа крови» 1988 года.
Впервые записана в студии Алексея Вишня в 1986 году
1. ↑  История песни «Попробуй спеть вместе со мной» (рус.). ВКонтакте (27 мая 2020).